# Rhodoprasina
Rhodoprasina is een geslacht van vlinders uit de onderfamilie Smerinthinae van de familie pijlstaarten (Sphingidae).

## Soorten
- Rhodoprasina callantha Jordan, 1929
- Rhodoprasina corolla Cadiou & Kitching, 1990
- Rhodoprasina corrigenda Kitching & Cadiou, 1996
- Rhodoprasina floralis (Butler, 1876)
- Rhodoprasina nenulfascia Zhu & Wang, 1997
- Rhodoprasina winbrechlini Brechlin, 1996